# Amstel Gold Race 2022
Das Amstel Gold Race 2022 war die 56. Austragung des niederländischen Eintagsrennens. Das Rennen fand am 10. April statt und war Teil der UCI WorldTour 2022.
Das Amstel-Gold-Rennen gilt als Auftakt der Ardennen-Klassiker und wird traditionell eine Woche nach Paris–Roubaix und eine Woche vor Lüttich–Bastogne–Lüttich ausgetragen. Da die Organisatoren von Paris–Roubaix ihr Rennen jedoch nicht am selben Tag wie die französischen Präsidentschaftswahlen abhalten wollten, einigte man sich mit den Organisatoren des Amstel Gold Race auf einen Termintausch.

## Teilnehmende Mannschaften und Fahrer
Neben den 18 UCI WorldTeams starteten auch 7 UCI ProTeams bei dem Rennen zu starten. Für jedes Team waren sieben Fahrer startberechtigt. Die Mannschaften Israel-Premier Tech, Astana Qazaqstan Team, Team BikeExchange-Jayco und TotalEnergies nutzen die Startplätze jedoch nicht vollständig aus. Marijn van den Berg (EF Education-EasyPost) ging nicht an den Start. Von den 170 Fahrern erreichten 117 das Ziel.
Mit Mathieu van der Poel (Alpecin-Fenix), Michael Valgren (EF Education-EasyPost), Philippe Gilbert (Lotto Soudal) und Michał Kwiatkowski (Ineos Grenadiers) standen vier ehemalige Sieger des Rennens am Start.
Mit Mathieu van der Poel, Thomas Pidcock (Ineos Grenadiers), Christophe Laporte, Tiesj Benoot, Tom Dumoulin (alle Jumbo-Visma), Kasper Asgreen (Qucik-Step Alpha Vinyl Team), Valentin Madouas, Stefan Küng (Groupama-FDJ), Matej Mohorič, Dylan Teuns (Bahrain Victorious), Tim Wellens (Lotto Soudal), Søren Kragh Andersen (Team DSM), Juan Ayuso, Marc Hirschi (UAE Team Emirates), Benoît Cosnefroy, Greg van Avermaet (AG2R Citroën Team), Michael Matthews (Team BikeExchange-Jayco), Michael Valgren (EF Education-EasyPost) und Warren Barguil (Team Arkéa-Samsic) starteten mehrere Klassiker-Spezialisten mit Siegchancen.
Der Titelverteidiger Wout van Aert (Jumbo-Visma) ging nicht an den Start.

## Streckenführung
Die Strecke führte von Maastricht über 254,1 Kilometer durch die Hügel der Provinz Limburg nach Berg en Terblijt nahe Valkenburg. Anders als im Vorjahr, als das Rennen aufgrund der COVID-19-Pandemie auf einem Rundkurs ausgetragen wurde, standen bei der 56. Austragung wieder mehrere unterschiedliche Anstiege auf dem Programm. Von Maastricht aus ging es zunächst Richtung Norden. Bereits nach 9,1 Kilometern wurde mit dem Slingerberg der erste Anstieg erreicht. Anschließend überquerten die Fahrer nach 53,8 Kilometern zum ersten Mal den Cauberg, der insgesamt dreimal befahren wurde. Kurz darauf erfolgte die erste Zieldurchfahrt, die der Ausgangspunkt von drei unterschiedlichen Rundkursen war. Die erste und längste Runde (109 Kilometer) führte die Fahrer Richtung Süden nach Vaals. Hier wurde nach 111 gefahrenen Kilometern der höchste Punkt des Rennens, der Vaalserberg (Anstieg #12: Drielandenpunt) mit einer Höhe von 325 Metern, überquert. Anschließend folgte ein kurzer Abstecher nach Belgien, ehe es über den Gulpenerberg (Anstieg #16) zurück nach Valkenburg ging.
Auf der zweiten Runde (67,5 Kilometer) folgte nach der zweiten Befahrung des Gulpenerberg (Anstieg #26) eine Serie von entscheidenden Anstiegen. Besonders der Keutenberg (Anstieg #30), der eine maximale Steigung von 22 % aufweist, war eine Schlüsselstelle des Rennens. Nach der Überquerung des Keutenberg, rund 34 Kilometer vor dem Ziel, erfolgte die letzte Auffahrt des Cauberg und die dritte und letzte Runde. Auf dieser wurden auf einer Länge von 21,3 Kilometern zwei Anstiege (Geulhemmerberg und Bemelerberg) befahren. Der Bemelerberg (Anstieg #33) wurde 7,3 Kilometer vor dem Ziel überquert. Anschließend führte eine kurvenreiche und enge Straße zur Zielgeraden, die rund einen Kilometer lang war.
| #  |                    | Kilometer | Länge (m) | Ø Steigung | max. Steigung |
| -- | ------------------ | --------- | --------- | ---------- | ------------- |
| 1  | Slingerberg        | 9,1       | 900       | 4,4 %      | 9,5 %         |
| 2  | Adsteeg            | 13,8      | 700       | 4,3 %      | 7,5 %         |
| 3  | Lange Raarberg     | 22        | 1700      | 3,7 %      | 6,6 %         |
| 4  | Bergseweg          | 37,7      | 2700      | 3,3 %      | 6,8 %         |
| 5  | Sibbergrubbe       | 49,4      | 2100      | 3,6 %      | 6,0 %         |
| 6  | Cauberg            | 53,8      | 800       | 6,5 %      | 12,8 %        |
|    | Zieldurchfahrt     | 56,3      |           |            |               |
| 7  | Geulhemmerberg     | 58,3      | 1200      | 4,6 %      | 8,0 %         |
| 8  | Wolfsberg          | 76,6      | 1200      | 2,8 %      | 12,0 %        |
| 9  | Loorberg           | 79,5      | 1500      | 5,3 %      | 8,6 %         |
| 10 | Schweibergergweg   | 91        | 2700      | 4,5 %      | 7,1 %         |
| 11 | Camerig            | 98,7      | 4400      | 4,0 %      | 7,7 %         |
| 12 | Drielandenpunt     | 111       | 3200      | 4,4 %      | 9,9 %         |
| 13 | Gemmenich          | 114,1     | 800       | 7,2 %      | 8,8 %         |
| 14 | Vijlenerbos        | 121,2     | 2700      | 3,8 %      | 10,7 %        |
| 15 | Erperheide         | 126,1     | 2100      | 4,7 %      | 8,0 %         |
| 16 | Gulpenerberg       | 135,6     | 600       | 5,7 %      | 13,9 %        |
| 17 | Plettenberg        | 138,7     | 1200      | 3,7 %      | 8,0 %         |
| 18 | Eyserweg           | 140,8     | 2100      | 4,4 %      | 9,0 %         |
| 19 | St. Remigiusstraat | 145,3     | 900       | 7,8 %      | 10,7 %        |
| 20 | Vrakelberg         | 150,6     | 600       | 7,2 %      | 11,4 %        |
| 21 | Sibbergrubbe       | 158,3     | 2100      | 3,6 %      | 6,0 %         |
| 22 | Cauberg            | 162,7     | 800       | 6,5 %      | 12,8 %        |
|    | Zieldurchfahrt     | 165,3     |           |            |               |
| 23 | Geulhemmerberg     | 167,3     | 1200      | 4,6 %      | 8,0 %         |
| 24 | Bemelerberg        | 180       | 900       | 4,5 %      | 7,0 %         |
| 25 | Loorberg           | 195,1     | 1500      | 5,3 %      | 8,6 %         |
| 26 | Gulperbergweg      | 203,3     | 920       | 5,6 %      | 17,0 %        |
| 27 | Kruisberg          | 210       | 600       | 8,8 %      | 15,5 %        |
| 28 | Eyserbosweg        | 211,9     | 900       | 9,3 %      | 17,0 %        |
| 29 | Fromberg           | 216,3     | 1600      | 3,6 %      | 8,0 %         |
| 30 | Keutenberg         | 220,2     | 1200      | 5,9 %      | 22,0 %        |
| 31 | Cauberg            | 230,2     | 800       | 6,5 %      | 12,8 %        |
|    | Zieldurchfahrt     | 232,8     |           |            |               |
| 32 | Geulhemmerberg     | 234,8     | 1000      | 5,0 %      | 8,0 %         |
| 33 | Bemelerberg        | 246,8     | 900       | 4,5 %      | 7,0 %         |
|    | Ziel               | 254,1     |           |            |               |

## Rennverlauf und Ergebnis
Am ersten Anstieg des Tages, dem Slingerberg, setzten sich sieben Fahrer vom Hauptfeld ab. In der Gruppe vertreten waren: Ide Schelling (Bora-Hansgrohe), Owain Doull (EF Education-EasyPost), Emīls Liepiņš (Trek-Segafredo), Johan Jacobs (Movistar Team), Aaron Van Poucke (Sport Vlaanderen-Baloise), Luca Rastelli und Davide Gabburo (beide Bardiani CSF Faizanè). Letzterer fiel jedoch bereits nach rund 25 gefahrenen Kilometern zurück. Die Fluchtgruppe stellte keine Gefahr für die Favoriten dar, da sie keinen großen Vorsprung herausfahren konnte.
Auf der zweiten Passage des Cauberg, rund 90 Kilometer vor dem Ziel, griffen Victor Campenaerts (Lotto Soudal) und Nathan Van Hooydonck (Jumbo-Visma) an und schlossen zu der Spitzengruppe auf. Auch Florian Sénéchal (Quick-Step Alpha Vinyl) versuchte, sich vom Feld zu lösen, wurde jedoch nach kurzer Zeit wieder eingeholt. Zudem fiel mit Luca Rastelli auch der zweite Fahrer der Bardiani-CSF-Faizanè-Mannschaft aus der Spitzengruppe zurück. Wenig später stürzte Jack Haig (Bahrain Victorious) bei der Einfahrt in den Bemelerberg, konnte das Rennen aber fortsetzen.
55 Kilometer vor dem Ziel fielen Ide Schelling und Victor Campenaerts aus der Spitzengruppe zurück und im Anstieg des folgenden Gulperberg ereilte Emīls Liepiņš dasselbe Schicksal. Somit verblieben nur noch vier Fahrer in der Spitzengruppe, deren Vorsprung mittlerweile auf unter eine Minute gesunken war. Mathieu van der Poel (Alpecin-Fenix) verschärfte das Tempo im Anstieg des Gulperberg, wodurch sich das Hauptfeld in die Länge zog. Anschließend folgte eine Attacke von Tim Wellens (Lotto Soudal) und Christophe Laporte (Jumbo-Visma). Die beiden wurden jedoch nach der Abfahrt wieder vom Feld gestellt. Anschließend übernahmen die Ineos Grenadiers die Tempoarbeit, wodurch mehr und mehr Fahrer aus dem Hauptfeld zurückfielen. Als letzter Ausreißer wurde Nathan Van Hooydonck 45 Kilometer vor dem Ziel auf dem Eyserbosweg eingeholt.
Die Vorentscheidung fiel auf dem Keutenberg, rund 34 Kilometer vor dem Ziel. Tiesj Benoot (Jumbo-Visma) griff an und setzte sich mit Thomas Pidcock (Ineos Grenadiers), Kasper Asgreen (Quick-Step Alpha Vinyl), Benoît Cosnefroy (AG2R Citroën), Marc Hirschi (UAE Team Emirates) und Dylan Teuns (Bahrain Victorious) an die Spitze des Rennens. Mit wenigen Sekunden Abstand folgten Mathieu van der Poel, Michael Matthews (BikeExchange-Jayco), Michał Kwiatkowski (Ineos Grenadiers), Stefan Küng (Groupama-FDJ) und Alexander Kamp (Trek-Segafredo). In weiterer Folge schlossen die beiden Gruppen zusammen und fuhren einen Vorsprung von über einer halben Minute auf die restlichen Favoriten heraus.
Nachdem die letzte Auffahrt des Cauberg keine weitere Selektion gebracht hatte, konnte sich Michał Kwiatkowski auf der vorletzten Zielpassage von der Spitzengruppe lösen und fuhr eine kleine Lücke heraus. Wenig später, griff Benoît Cosnefroy auf dem Geulhemmerberg an, und schloss rund 20 Kilometer vor dem Ziel zu Michał Kwiatkowski auf. Die beiden wechselten sich in der Führungsarbeit ab und erreichten die Zielgerade mit einem Vorsprung von etwa 20 Sekunden. Im Sprint wurde zunächst Benoît Cosnefroy als Sieger erklärt, ehe das Fotofinish Michał Kwiatkowski als Sieger auswies. Der Pole gewann nach 2015 zum zweiten Mal das Amstel Gold Race. Platz drei ging an Tiesj Benoot, der sich kurz vor dem Ziel von der Verfolgergruppe absetzen konnte.
| Platz | Fahrer               | Nation | Team                        | Zeit                   |
| ----- | -------------------- | ------ | --------------------------- | ---------------------- |
| 01.   | Michał Kwiatkowski   | POL    | Ineos Grenadiers            | 6:01:19 h (42,19 km/h) |
| 02.   | Benoît Cosnefroy     | FRA    | AG2R Citroën Team           | "                      |
| 03.   | Tiesj Benoot         | BEL    | Jumbo-Visma                 | + 0:10 min             |
| 04.   | Mathieu van der Poel | NED    | Alpecin-Fenix               | + 0:20 min             |
| 05.   | Alexander Kamp       | DEN    | Trek-Segafredo              | "                      |
| 06.   | Kasper Asgreen       | DEN    | Quick-Step Alpha Vinyl Team | "                      |
| 07.   | Michael Matthews     | AUS    | Team BikeExchange-Jayco     | "                      |
| 08.   | Stefan Küng          | SUI    | Groupama-FDJ                | "                      |
| 09.   | Marc Hirschi         | SUI    | UAE Team Emirates           | "                      |
| 10.   | Dylan Teuns          | BEL    | Bahrain Victorious          | "                      |